# Ава (рестлер)
Симона Гарсия Джонсон (англ. Simone Garcia Johnson, род. 14 августа 2001, Дейви, Флорида) — американская женщина-рестлер. В настоящее время она выступает в WWE на бренде NXT под именем Ава (англ. Ava). Она является экранным генеральным менеджером NXT.
Джонсон — рестлер в четвёртом поколении, дочь Дуэйна «Скалы» Джонсона. Она является членом семьи самоанских рестлеров Майвия-Аноа’й.

## Ранняя жизнь
Джонсон родилась в Дейви, Флорида. Она первая дочь бывшего рестлера и актёра Дуэйна «Скалы» Джонсона (от второго брака которого у неё есть две младшие сестры) и его бывшей жены Дэни Гарсия. Помимо родителей, Джонсон также является внучкой Аты Джонсон и Рокки Джонсона. Через свою бабушку она является некровной родственницей рестлерской семьи Аноа’й.
Она посещала частную среднюю школу NSU University School, которую окончила и получила диплом в мае 2019 года в возрасте 17 лет. После окончания школы Симона изначально планировала поступить в колледж при Нью-Йоркском университете в августе 2019 года, но когда за месяц до этого, в июле, получив травму колена, она решила остаться в Орландо, Флорида, чтобы начать карьеру рестлера.

## Карьера в рестлинге
В ноябре 2017 года Джонсон выразила заинтересованность в том, чтобы стать рестлером. В феврале 2020 года WWE объявила, что Джонсон явилась в WWE Performance Center и начала тренировки, став первым рестлером в четвёртом поколении и одним из самых молодых рестлеров, подписавших контракт с компанией.
В эпизоде NXT от 26 октября 2022 года Джонсон впервые появилась на телеэкране, показав себя членом злодейской группировки Джо Гейси «Раскол». Она дебютировала под именем Ава Рейн, но позже, в эпизоде от 14 февраля 2023 года, оно было сокращено до Ава. Ава дебютировала на ринге в воскресенье, 1 апреля 2023 года, на третьем ежегодном премиальном живом шоу Stand & Deliver вместе с «Расколом», проиграв «Университету Чейза».
В сентябре 2023 года «Раскол» начали постепенно распускаться, начиная с истечения контрактов «Диады» 14 сентября и заканчивая закулисным сегментом в октябре, где Гейси заявил, что «Раскол» мёртв. С тех пор она выступает в качестве экранного ассистента старшего вице-президента по развитию рестлеров Шона Майклза. В её обязанности входит быть посредником между рестлерами и Майклзом, а также делать объявления от имени Майклза. 23 января 2024 года она была повышена до нового генерального менеджера NXT, став самым молодым генеральным менеджером за всю историю WWE.